# Argon
Árgon (iz starogrške besede άργός, počasi delujoč, zaradi njegove kemijske inertnosti) je kemijski element, ki ima v periodnem sistemu simbol Ar in atomsko število 18. Ta tretji žlahtni plin v osmi periodi sestavlja približno 1 % Zemljinega ozračja.

## Pomembne lastnosti
Argon je 2,5 krat tako topen v vodi kot dušik, kar je približno enaka topnost kot kisik. Ta kemijski inertni element je brez barve in vonja tako v tekoči kot v plinski obliki. Kemijske spojine, ki bi vsebovale argon, niso znane. Raziskovalci na Univerzi v Helsinkih so leta 2000 poročali o izdelavi argonovega fluorovodika (HArF). Poročali so tudi o močno nestabilni spojini s fluorom, vendar to še ni dokazano. Čeprav trenutno ni potrjenih kemijskih spojin, pa lahko argon tvori klatrate z vodo, ko se njegovi atomi ujamejo v mrežo molekul vode.

## Identifikacija snovi ali pripravka

### Identifikacija snovi ali pripravka
Kemijska formula: Ar

### Uporaba snovi ali pripravka
varjenje, inertizacija

## Sestavine in lastnosti

### Sestava s podatki o nevarnih sestavinah
kemijsko ime:Argon;
koncentracija snovi nad 99,9 %;
EC št.:231-147-0;
CAS št.:7440-37-1

### Ugotovitve o nevarnih lastnostih

#### Napotki za nevarnost
Plin pod visokim tlakom v jeklenkah. Pri višji koncentraciji lahko povzroči zadušitev.

### Fizikalne in kemijske lastnosti
- Izgled: brezbarven plin
- Vonj: brez vonja Vnetljivost: ni vnetljiv
- Vrelišče: – 186oC Tališče: – 189oC
- Eksplozivne lastnosti: / Kritična temperatura: – 122oC
- Parni tlak: n.a. Topnost v vodi: 61 mg/l
- Relativna gostota, tekoč.: 1,39 (voda=1) Relativna gostota, plin: 1,66 (zrak=1)
- Oksidativne lastnosti: n.a.
- Ostalo: Plin/para je težji od zraka. Lahko se akumulira v zaprtih sistemih, še posebno pri in pod nivojem tal

### Obstojnost in reaktivnost
Kemična stabilnost: Pri normalnih pogojih je stabilen.

### Toksikološki podatki
Produkt nima toksičnih učinkov.

### Ekotoksikološki podatki
Škodljivi učinki produkta na okolje niso znani.

## Zakonsko predpisani podatki o predpisih
- Simboli za nevarnost: Ni razvrščen kot nevarna snov
- R-stavki:
- S-stavki: S9 Posodo hraniti na dobro prezračevanem mestu.
- S23 Ne vdihavati plina
- Podatki so povzeti po Pravilniku o razvrščanju, pakiranju in označevanju nevarnih snovi, Zakonu o kemikalijah ter Direktive ES 67/548/EEC, 99/45/EC, 1907/2006 REACH.

## Pretvorbena tabela
1 m 3 = 1,636 kg = 1,172 l;
1 kg = 0,611 m 3 = 0,718 l;
1 l = 0,853 m 3 = 1.396 kg;
m 3: v plinastem stanju pri 15 °C in 98 kPa (735,5 mmHg)
l: prostorninska enota za tekoče stanje

## Druge informacije
Podatki v varnostnem listu temeljijo na našem znanju ter dosegljivih informacijah. Varnostni list označuje izdelek in zanj predpisane varnostne ukrepe. Varnostni list ne zagotavlja kvalitete izdelka. Pravna ali fizična oseba, ki daje kemikalijo v promet, ne odgovarja za morebitno nepravilno uporabo le te in nastale posledice.
Viri: Varnostni list PRAXAIR ZDA; varnostni list SIAD – Italija, Evropski sporazum o mednarodnem cestnem prevozu nevarnega blaga - ADR.
Spremembe:Pri izdaji so dopolnjena in spremenjena in naslednja poglavja:
- poglavje 1,2,3,4,7,8,11,12,13,14,15: spremenjen naslov poglavja,
- poglavje 2: zamenjava s poglavjem 3,
- poglavje 3: zamenjava s poglavjem 2,
- poglavje 8: spremenjena mejna vrednost izpostavljanja,
- poglavje 15: dodane direktive.